# Singha
 Singha je značka thajského piva, které se vyrábí v pivovaru Boon Rawd v hlavním městě Bangkoku.

## Druhy piva značky Singha
- Singha ležák s obsahem alkoholu 5,0 %.

Je to spodně kvašené světlé pivo vyráběné podle německého vzoru.